# Standard Chartered Bank Building
El Standard Chartered Bank Building es un rascacielos situado en Central, Hong Kong, China, que tiene 42 plantas y 185 metros de altura. Se completó en 1990 y fue diseñado por el estudio de arquitectura P & T Architects & Engineers Ltd. Contiene mayoritariamente oficinas, y actualmente es el 85.º edificio más alto de Hong Kong. La parcela albergó previamente el Chartered Bank Building, que tenía 79 metros de altura y fue construido en 1959 (también según el diseño de P & T Architects & Engineers Ltd.).

## Historia
En 1987, en la época de las negociaciones sobre la soberanía de Hong Kong, el dueño del terreno, el Standard Chartered Bank tenía un alquiler vitalicio (999 años, hasta 2854) de la parcela con el gobierno de Hong Kong. El 14 de marzo de 1987, el banco firmó un acuerdo con Hang Lung Group, que actualmente es el propietario del terreno y el edificio y fueron los responsables de la construcción del edificio. Dentro de ese acuerdo, el Hang Lung Group está obligado a subarrendar parte de su superficie al Standard Chartered Bank a un precio bajo durante un largo período.

## Inquilinos actuales
Actualmente, el edificio contiene las sedes del Hang Lung Group y del Standard Chartered Bank (Hong Kong), aunque la oficina principal de operaciones de este último se sitúa actualmente en Millennium City 1.